# Polsko na Zimních olympijských hrách 1956
Polsko na Zimních olympijských hrách 1956 reprezentovalo 51 sportovců (44 mužů a 7 žen) ve 6 sportech.

## Medailisté
| Medaile | Jméno                | Sport              | Disciplína              |
| ------- | -------------------- | ------------------ | ----------------------- |
| Bronz   | Franciszek Gąsienica | severská kombinace | muži individuální závod |